# Куракин, Дмитрий Андреевич Горло
Князь Дмитрий Андреевич Куракин по прозванию Горло (?—1570) — голова, воевода, наместник и боярин во времена правления Ивана IV Васильевича Грозного.
Из княжеского рода Куракины. Второй сын родоначальника князей Куракиных — князя Андрея Ивановича Булгакова Кураки. Имел братьев князей: Фёдора, Петра, Ивана и Григория Андреевичей.

## Биография
В 1540 году двадцать второй есаул в Колыванском походе, после первый воевода в Муроме за городом. В 1542 году первый воевода в Шуе, после первый воевода Сторожевого полка во Владимире. В 1543 году послан в Казань с царём Шигалеем. В 1548 году на воеводстве в Коломне, а на возвратном пути Государя из Роботки в Нижний Новгород и Владимир первый воевода Сторожевого полка. В 1549 году воевода войск правой руки в Муроме. В мае 1551 года, да второй день свадьбы двоюродного брата царя Ивана Грозного — князя Владимира Андреевича и Нагой Евдокии Александровны, сидел за большим государевым столом. В этом же году велено ему собирать в Переславле-Залесском ратных людей для Казанского похода. В октябре 1551 года написан девятым в первой статье Московского списка (московский дворянин). В ноябре 1555 года на свадьбе князя Ивана Дмитриевича Бельского и княжны Марфы Васильевны Шуйской, указал ему Государь быть в свадебном поезде. В этом же году голова при Государе в походе в Коломну и Тулу против крымских отрядов. В 1577 году пожалован в бояре. В марте 1559 года назначен третьим в походе с Государём в Тулу в связи с крымской угрозою. В 1560 году первый воевода в Новгороде. В 1561 году второй воевода Большого полка в походе против литовцев. В 1562 году, вместе с Государём, в литовском походе. В ноябре 1563 года первый в походе с Государём к Полоцку.  В 1564-1567 годах наместник и воевода в Пскове, который отстраивал в указанные года.
Умер в 1570 году. Вероятно, что казнён по указу царя, т.к. его имя внесено в синодик опальных Ивана Грозного.

## Семья
Дети:
- Князь Куракин Иван Дмитриевич — голова и воевода[2].
- Князь Куракин Семён Дмитриевич — указан в родословной книге М.А. Оболенского[2].